# 岛生新月蕨
岛生新月蕨（学名：Pronephrium insularis）为金星蕨科新月蕨属下的一个种。